# Венцель (курфюрст Саксонії)
Венцель I (*Wenzel I., бл. 1335 —15 травня 1388) — 3-й курфюрст Саксонії у 1370—1388 роках.

## Життєпис
Походив з династії Асканіїв, саксен-віттенберзької гілки. Молодший син Рудольфа I, герцога Саксен-Віттенберзького. Його матір'ю була графиня Агнеса фон Ліндоу-Руппін. Народився близько 1335 року.
У 1369 році разом з братом Рудольфом II, курфюрстом Саксонії, втягнувся у боротьбу за Люнебурзьке князівство (відома як війна за Люнебурзьку спадщину) з Магнусом II Вельфом, герцогом Брауншвейг-Вольфенбюттеля, підтримуючи небожа Альбрехта (сина Оттона фон Саксен-Віттенберг). Саксен-Віттенберги дістали підтримку імператора Карла IV Люксембурга. На їхній бік також перейшло місто Люнебург.
У 1370 році після смерті його старшого зведеного брата Рудольфа II, успадкував усі його володіння. 1373 році помер Магнус II Брауншвейг-Вольфенбюттельський, що дало змогу Венцелю I укласти з його синами Фрідріхом, Бернгардом й Генріхом Ганноверський договір, за яким Люнебурзьким князівством Асканії й Вельфи повинні були керувати почергово. Угоду було скріплено шлюбами між цими династіями.
У справах Священної Римської імперії підтримував династію Люксембургів. У 1376 році під час обрання нового німецького короля подав свій голос за Венцеля Люксембурга. На церемонії його коронації вступив у конфлікт з Венцелем I, герцогом Люксембургу, через право нести імператорського меча. Того ж року оженився з представницею італійського роду Каррара. Уклав мирні договори з князівством Ангальт, Магдебурзьким архієпископством та Мейсенським маркграфством.
У 1385 році Генріх Брауншвег-Вольфенбюттельський виступив проти Ганноверської угоди, відновивши Війну за Люнебурзьку спадщину. 1385 року загинув небіж Альбрехт Саксен-Віттенберг, що змусило Венцеля I долучитися до військових дій. 1388 року Венцель I взяв в облогу Целле, але несподівано помер біля Целле або в Нойштадті Ганноверу, можливо, через отруєння. Йому спадкував син Рудольф III.

## Родина
Дружина — Цецилія, донька Франческо I делла Каррара, правителя Падуї.
Діти:
- Рудольф (д/н—1419), 4-й курфюрст Саксонії
- Венцель (д/н—1402)
- Еріх (помер дитиною)
- Анна (д/н—1426), дружина Фрідріха Вельфа I Брауншвейг-Люнебурзького
- Альбрехт (д/н—1422), 5-й курфюрст Саксонії
- Маргарита, дружина Бернгарда I Брауншвейг-Люнебурзького